# Керлю-Лейк (Вашингтон)
Керлю-Лейк (англ. Curlew Lake) — переписна місцевість (CDP) в США, в окрузі Феррі штату Вашингтон. Населення — 512 особи (2020).

## Географія
Керлю-Лейк розташований за координатами 48°43′53″ пн. ш. 118°40′1″ зх. д. / 48.73139° пн. ш. 118.66694° зх. д. (48.731495, -118.666816).  За даними Бюро перепису населення США в 2010 році переписна місцевість мала площу 14,76 км², з яких 11,29 км² — суходіл та 3,46 км² — водойми.

## Демографія
Згідно з переписом 2010 року, у переписній місцевості мешкали 462 особи в 206 домогосподарствах у складі 152 родин. Густота населення становила 31 особа/км².  Було 377 помешкань (26/км²).
Расовий склад населення:
| - 92,4 % — білих - 1,1 % — корінних американців - 1,1 % — чорних або афроамериканців - 1,7 % — осіб інших рас |

До двох чи більше рас належало 3,7 %. Частка іспаномовних становила 4,5 % від усіх жителів.
За віковим діапазоном населення розподілялося таким чином: 18,6 % — особи молодші 18 років, 51,1 % — особи у віці 18—64 років, 30,3 % — особи у віці 65 років та старші. Медіана віку мешканця становила 55,3 року. На 100 осіб жіночої статі у переписній місцевості припадало 104,4 чоловіків;  на 100 жінок у віці від 18 років та старших — 101,1 чоловіків також старших 18 років.
Середній дохід на одне домашнє господарство  становив 59 227 доларів США (медіана — 52 054), а середній дохід на одну сім'ю — 60 370 доларів (медіана — 57 955). За межею бідності перебувало 4,3 % осіб, у тому числі 4,3 % дітей у віці до 18 років та 4,7 % осіб у віці 65 років та старших.
Цивільне працевлаштоване населення становило 240 осіб. Основні галузі зайнятості: освіта, охорона здоров'я та соціальна допомога — 19,6 %, публічна адміністрація — 18,3 %, інформація — 15,8 %.